# LuLuCa
LuLuCa是作為靜岡市Omnibus Town事業一環開發，靜鐵集團提供集團點數卡基本機能，可用於靜鐵電車與靜鐵Justline的一般、受託路線巴士可共通使用的非接觸式IC卡系統，並附帶作為乘車卡的機能，起初LuLuCa只設有IC乘車機能而不搭載電子錢包機能，2016年11月1日啟用電子錢包機能。LuLuCa為合成詞語，LuLuCa的LuLu在英語中指突出的好人。

拍卡入閘